# Tutoría en línea

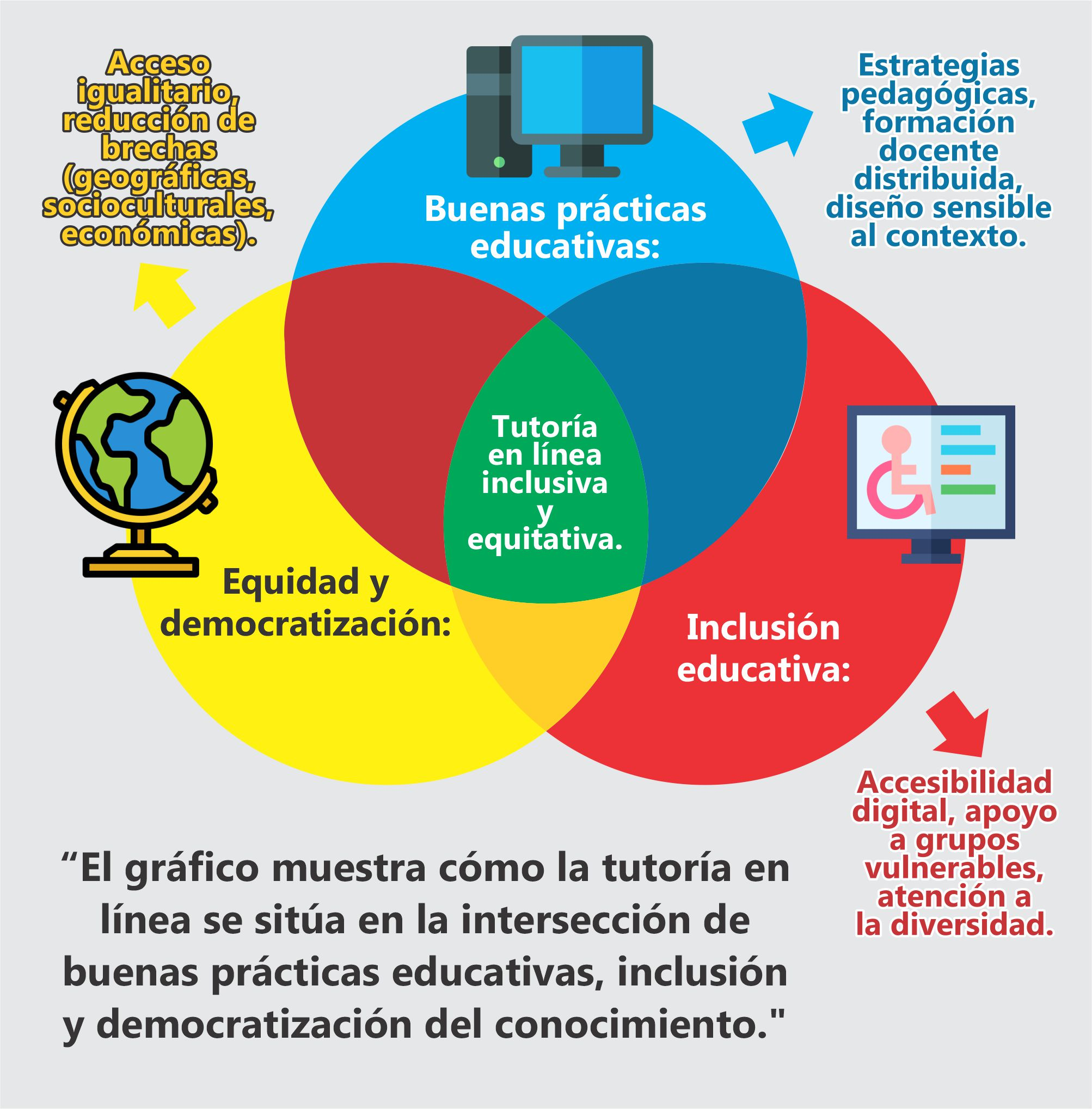
El gráfico muestra cómo la tutoría en línea se sitúa en la intersección de buenas prácticas educativas, inclusión y democratización del conocimiento.

En la educación en línea, la función tutorial se caracteriza por la “relación orientadora de los docentes respecto de cada alumno en orden a la comprensión de los contenidos, interpretación de las descripciones procedimentales, el momento y la forma adecuados para la realización de trabajos, ejercicios o autoevaluaciones y en general para la aclaración puntual y personalizada de cualquier tipo de duda”. (Valverde Berrocoso, J. y Garrido Arroyo, Ma C., 2005, p. 154)
El tutor es un educador, una persona asignada con ciertas características y condiciones, para incidir en la individualidad de los alumnos promoviendo, facilitando y manteniendo los procesos de comunicación necesarios para favorecer la calidad de los aprendizajes y la realización personal y profesional de los mismos. Su función se centra en la orientación para acompañar al estudiante en el proceso de aprendizaje
La tutoría toma especial relevancia en los entornos en línea aplicados en la educación, los cuales suelen requerir el uso de sistemas de gestión de aprendizaje o entornos virtuales de aprendizaje (EVA). o (LMS, por sus siglas en inglés) como Moodle, Atutor,Sakai, WebCT, Blackboard, Claroline, en los que la tutoría en línea “es uno de los principales factores que determinan la calidad de la formación” (Valverde Berrocoso, J. y Garrido Arroyo, Ma C., 2005, p. 154).
Puede ofrecerse directamente a través del entorno virtual de aprendizaje como parte del diseño pedagógico de una propuesta de enseñanza, bajo la denominación 'tutoría en línea'.
La tutoría en línea es responsable de garantizar en la Educación en línea el proceso de diálogo e intercambio entre los participantes, como así también las actividades que promuevan estrategias didácticas acordes al modelo pedagógico de construcción social del conocimiento que sustenta.
Con la misma esencia de los modelos de trabajo docente tutorial que se desarrollan en la educación presencial, la tutoría en línea sustenta una “modalidad de desarrollo de la enseñanza, apoyando el razonamiento previo a la acción, durante la acción y después de la acción, facilitando la elaboración del conocimiento y de las experiencias” (Davini, María Cristina, 2008, p.132).

## Contexto y definiciones asociadas

### Tutoría en educación
El Diccionario de la Real Academia Española (RAE) define como tutor a la "Persona encargada de orientar a los alumnos de un curso o asignatura". La palabra tutor proviene de la voz latina tueri, que significa cuidar. Silva Quiroz (2010) define al docente tutor como aquel que guía y orienta al alumno posibilitándole la interacción social y la construcción del conocimiento colaborativamente a través de instancias de trabajo individual y grupal e interacción con materiales. El tutor es un educador, es decir persona asignada con ciertas características y condiciones, para incidir en la individualidad de los alumnos. Es fundamentalmente un "agente educativo que promueve, facilita y mantiene los procesos de comunicación necesarios para contribuir al perfeccionamiento del sistema, mediante la retroalimentación del sistema y la asesoría académica y no académica, con la finalidad de favorecer la calidad de los aprendizajes, la realización personal y profesional de los usuarios". [cita requerida]

### Tutoría en educación a distancia

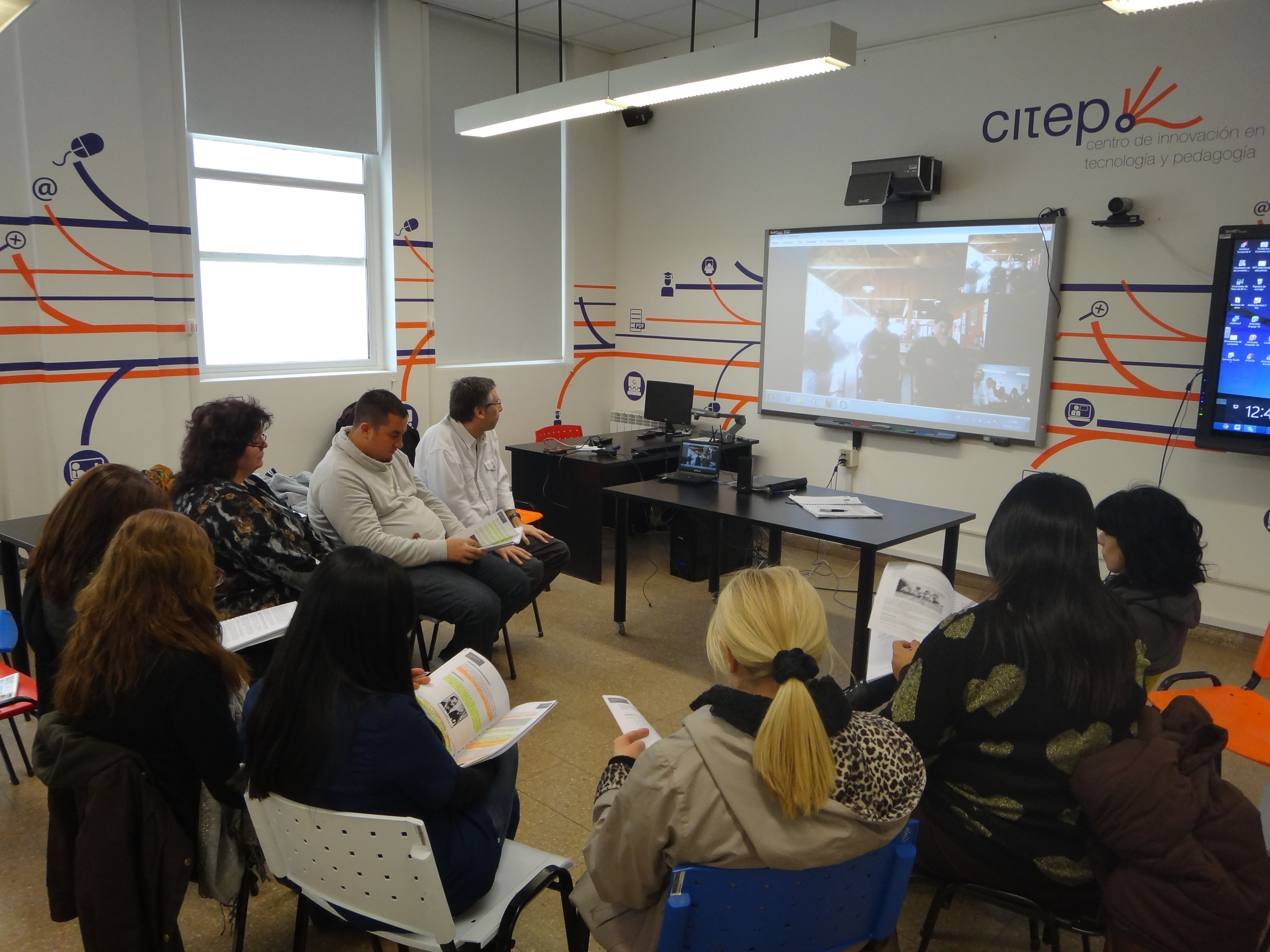
Tutoría en Educación a Distancia

En la educación a distancia el docente ocupa un lugar fundamental, sin su figura no existiría la educación a distancia. Para que haya proceso enseñanza- aprendizaje se requiere, al menos en el sistema educativo la presencia de dos sujetos que interactúan en el proceso de comunicación: el docente o profesor y el discente o alumno. El término "docente" se aplica a la persona que se dedica a la enseñanza , lo que permite inferir entonces la docencia como la actitud sustantiva de quienes enseñan.
La educación a distancia precisa del docente que ejerce la función de tutoría, que es la función de guiar y orientar a los alumnos. Esto diferencia a un proceso de educación a distancia de un proceso de autoaprendizaje en el que una persona lee y estudia por su cuenta de manera espontánea y sin guía. Las funciones del docente-tutor en línea se realizan a través del acompañamiento, la información y el asesoramiento. Estas funciones son: 
- motivar a los estudiantes para emprender el proceso de aprendizaje,
- interactuar con los alumnos utilizando diversas herramientas,
- proponer contenidos, facilitar información,
- valorar la participación, los esfuerzos y trabajos realizados; mediando entre los alumnos, la institución y los contenidos de aprendizaje.

De este modo, un tutor es un educador, una persona que presenta características y condiciones que inciden en los alumnos promoviendo, facilitando y manteniendo los procesos de comunicación necesarios para favorecer la calidad de los aprendizajes y la realización personal y profesional de los usuarios. 
En los programas de educación a distancia el tutor presenta la cara visible, el rostro humano de la institución. No solo es quien media entre el estudiante y el material propuesta para el aprendizaje, sino quien acompaña y guía. En esa línea se define a la tutoría en la educación a distancia como "el nexo interactuante entre la organización general del sistema y los alumnos, capaz de captar las expectativas, necesidades, intereses y reacciones, y de intervenir en el proceso de retroalimentación académica y pedagógica"
La tutoría toma especial relevancia en los entornos en línea aplicados en la educación, los cuales suelen requerir el uso de sistemas de gestión de aprendizaje o entornos virtuales de aprendizaje (LMS, por sus siglas en inglés) como Moodle, Atutor, Sakai, WebCT, Blackboard, Claroline. Puede ofrecerse directamente a través del entorno virtual de aprendizaje como parte del diseño pedagógico de una propuesta de enseñanza, bajo la denominación de tutoría en línea.

### Tutoría y educación en línea

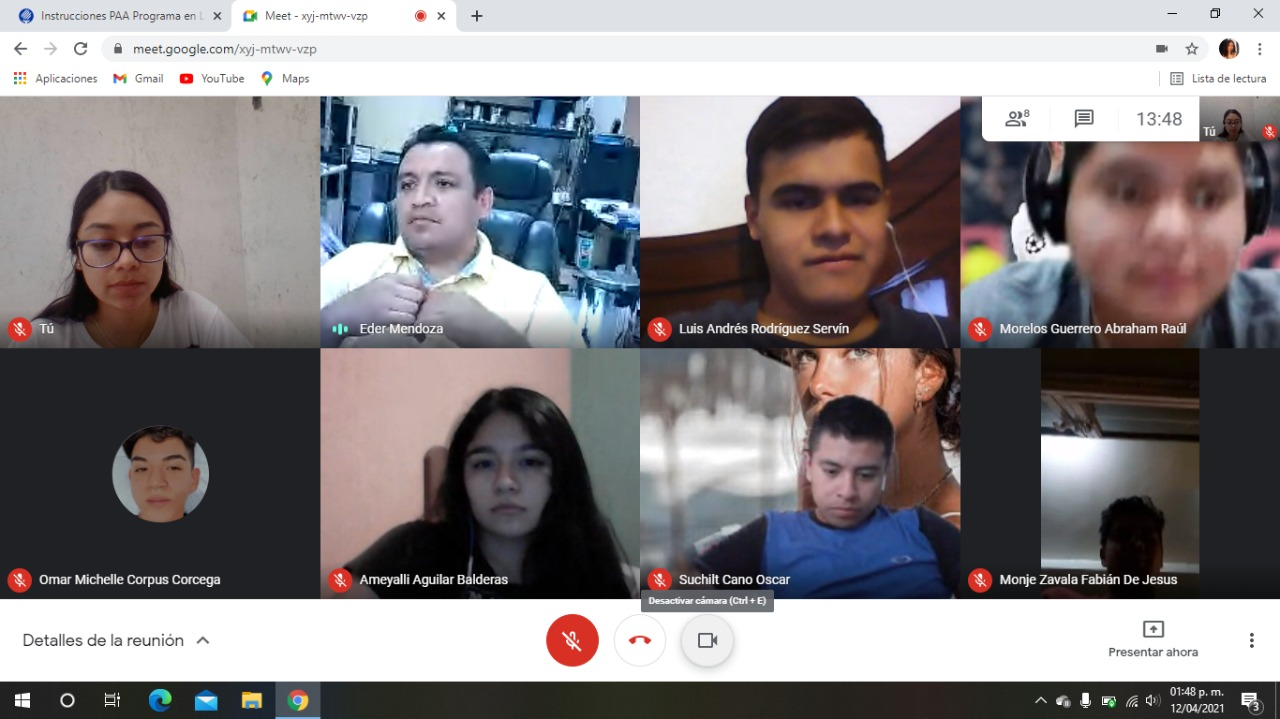
Tutoría en línea

Es posible hacer una diferenciación entre el tutor en educación a distancia y el tutor en la educación en línea. Este último implica una mayor complejidad acorde al tipo de propuestas pedagógicas que implica y desarrolla la educación en línea: un modelo fundamentado en el proceso de diálogo, el intercambio y las actividades como estrategias didácticas para la construcción social del conocimiento. En este contexto, la tutoría en línea "puede favorecer que estos intercambios se produzcan y resulten significativos para el aprendizaje".
Por su parte, Galvis (citado en Caldeiro y otros: 122), propone un rol activo por parte del tutor con el fin de que sostenga y oriente los espacios de participación que se presentan en los entornos de aprendizaje mediados por las TIC, y que los objetivos puedan ser alcanzados tanto a nivel grupal como individual. En tanto, para comprender las TIC en educación, y por lo tanto, este nuevo contexto donde el tutor y el alumno se relacionan, Galvis (2007), plantea cinco dimensiones a las que denominó mnemotécnicamente PIOLA, y que se refieren a la importancia de las TIC en el marco educativo. La P refiere a la productividad individual; I es la mediatización de la interacción con otros individuos o con grupos; O es la exploración conjetural de objetos de estudio; L el apoyo a labores educativas como la preparación de clases y pruebas; y la creación y administración de ambientes de aprendizajes; y finalmente la A para ampliar el acervo cultural, científico y tecnológico (Galvis, 2007: 5).
La tutoría puede tomar la forma de un grupo de estudiantes simultáneamente conectados y recibir la instrucción de un solo tutor, también conocido como tutoría de muchos a uno. Esto se conoce a menudo como e-moderación, definida como la facilitación del logro de metas de aprendizaje independiente, autonomía del estudiante, autorreflexión, construcción del conocimiento, aprendizaje colaborativo o grupal, discusión en línea, aprendizaje transformador y comunidades de práctica. Estas funciones de moderación se basan en principios de aprendizaje constructivistas o socioconstructivistas.

## Inclusión, equidad y democratización del conocimiento en la tutoría en línea
La tutoría en línea ha emergido como una herramienta estratégica para fomentar la inclusión educativa, la equidad y la democratización del conocimiento. Gracias a su flexibilidad y alcance, permite atender a estudiantes que, por condiciones geográficas, sociales o físicas, enfrentan barreras para participar en modalidades presenciales.
Estudios recientes destacan que las plataformas de educación a distancia, acompañadas por tutores capacitados, facilitan el aprendizaje autónomo y personalizado, respondiendo a la diversidad de estilos y ritmos de aprendizaje (Cabero-Almenara, 2021; López Fernández et al., 2017). En esta línea, el Index for Inclusion ha sido adaptado a entornos virtuales, orientando la creación de ambientes inclusivos y accesibles en la educación superior (Sánchez-García et al., 2020).
La tutoría inclusiva implica un acompañamiento consciente de las necesidades del estudiantado, procurando que cada persona, independientemente de su contexto, pueda acceder a las mismas oportunidades de aprendizaje (Álvarez Villanueva, 2023). Además, prácticas como el Diseño Universal para el Aprendizaje y el uso de Tecnologías del Empoderamiento y la Participación (TEP) fortalecen la equidad digital, ampliando el acceso a recursos educativos en comunidades rurales, en personas con discapacidad o en grupos en situación de marginación (UNISO, 2024).
Instituciones como el Centro de Recursos para el Aprendizaje y la Investigación (CRAI) de la Universidad Popular Autónoma del Estado de Puebla (UPAEP) ofrecen servicios y herramientas digitales que apoyan este enfoque, desde bibliotecas digitales hasta espacios makerspace, con el objetivo de reducir la brecha digital y favorecer el aprendizaje inclusivo (Biblioteca UPAEP, 2023).

## Habilidades y competencia para la tutoría
Los tutores en línea necesitan desarrollar competencias para orientar a sus alumnos. Llamamos competencia a los conocimientos, habilidades y actitudes que favorecen el correcto desempeño en el ámbito profesional, laboral o social.
El perfil competencial del tutor en línea define el rol del docente como apoyo temporal a los estudiantes para incrementar la comprensión de los materiales y actividades de enseñanza. Su intervención mejora el rendimiento académico en el contexto de la educación a distancia. Podemos agrupar las competencias que necesita desarrollar el tutor en línea en:
Pedagógicas: monitorea el proceso y progreso de la secuencia didáctica. Planifica, define objetivos, selecciona los contenidos, diseña actividades y materiales para que el estudiante construya un nuevo concepto, significados, desarrolle competencias y monitoree sus procesos de construcción de conocimientos y desarrollo de habilidades. 
Psicológicas:  empático, buen trato con los estudiantes, manejo de la ansiedad, respetuoso y paciente del tiempo de aprendizaje.
Comunicativas: dirigirse con claridad, coherencia y de forma oportuna utilizando las nuevas tecnologías de la información. El proceso de comunicación debe ser multidireccional
Técnicas: manejo de las nuevas tecnologías de la información y comunicación. Es preciso que el tutor en línea conozca en profundidad las características y posibilidades de los entornos virtuales y forme a sus alumnos para que hagan uso correcto y efectivo de ellas” (Valverde Berrocoso, J. y Garrido Arroyo, Ma C., 2005, p. 154).
La tutoría en línea requiere de la combinación de estrategias, actividades didácticas y recursos tecnológicos que actúen como mediadores del proceso de aprendizaje. En este sentido, es importante y necesario que el tutor sea capaz de generar un entorno de confianza a través del diálogo mediado y el uso de tecnologías. “Los docentes deben crear un puente de significados sobre la vía de la información” (Namo de Mello, 1998).
Hirumi y Lee (2004), proponen seis habilidades que deberían reflejarse en el rol de un tutor/a:
- Interacción: guiar y mantener la discusión interactiva, dar retroalimentación oportuna, motivar para el aprendizaje y orientar a los alumnos
- Administración: monitorear y evaluar el desempeño de los alumnos.
- Organización/ Diseño instruccional: establecer con claridad metas y objetivos; organizar oportunamente materiales y actividades; identificar las necesidades de los alumnos de acuerdo con el perfil y estilos de aprendizaje;
- Utilización adecuada de herramientas tecnológicas
- Dominio de contenidos: pericia en áreas específicas del conocimiento;
- Trabajo en equipo y dar apoyo a los miembros del grupo.

## Roles y funciones del docente o tutor en línea
En la tradición de la Educación a Distancia, el rol del tutor era posibilitar el nexo entre quien estudiaba y la institución que permitía este tipo de formación.  Esto significa que no se ocupaba de la enseñanza (Maggio, 2004),  este rol circunscripto al acompañamiento o como guía del proceso ha ido complejizándose y si bien en la EeL (educación en línea)  conserva ciertas de estas características, su tarea se analiza en función de múltiples variables y se vincula el "estilo del tutor" al diseño pedagógico propuesto.
En este rol, “el tutor actúa como animador y vehiculizador del aprendizaje autónomo que realizan los alumnos (Lugo, 2003)”, (Valverde Berrocoso, J. y Garrido Arroyo, Ma C., 2005, p. 154). “El tutor centra sus actividades y sus intervenciones en el aprendizaje del estudiante, actuando como orientador, apoyo o facilitador (Shon, 1992, Perkins&Salomon, 1988)” (Davini, María Cristina, 2008, p.132).
Berge (2001) destaca los roles de los docentes-tutores en línea que se enuncian a continuación:  
- "El rol organizativo, que consiste en planificar actividades, seleccionar contenidos y re- cursos de aprendizaje"
- "El rol social, que implica la creación de un ambiente agradable de aprendizaje, mediante la interacción con alumnos, y con otros miembros tales como profesores, administradores y directivos, así como la realización del seguimiento positivo de todas las actividades de los alumnos".
- "El rol evaluativo, que consiste en participar activamente en las evaluaciones, del aprendizaje de los estudiantes y del propio proceso formativo, evaluar los recursos tecnológicos y realizar investigaciones que enriquezcan el corpus del conocimiento".
- "El rol técnico, que se basa en apoyar técnicamente a los estudiantes en cuanto a posibles dificultades que puedan surgir en el desarrollo de todo el proceso".

Otros autores proponen que las funciones de un profesor como tutor virtual no necesariamente deben ser llevadas por la misma persona. Si analizamos las funciones propuestas por Llorente (2006), similares a las propuestas por Berge (2001), la complejidad de las mismas muestran la necesidad de un trabajo en equipo. 
Funciones del tutor: 
- Función técnica: implica desde la inscripción de los estudiantes y gestión de los grupos de estudios, hasta la asistencia técnica para el manejo del entorno y la incorporación de materiales de estudio
- Función organizativa: tareas como armar el calendario, las normas del entorno, el contacto del equipo docente y con expertos, y otras
- Función orientadora: facilitar técnicas para el trabajo en red, recomendaciones sobre el trabajo y calidad, devolución sobre el progreso del alumno, motivación al trabajo, otras
- Función social: desde dar la bienvenida a los estudiantes, incentivar la participación, conducir las intervenciones, dinamizar el espacio y facilitar el trabajo entre participantes.

Dice William Mejia Botero: "las funciones del tutor tienen varias dimensiones", como son:
- Orientación
- Seguimiento y motivación
- Asesoría en el logro de aprendizajes
- Desarrollo de técnicas y habilidades
- Asesoría de tipo administrativo
- Formación
- Calidad de aprendizaje
- Manejo de materiales del aprendizaje[20]

## Principios de la tutoría en línea
Como todo proceso educativo, la tutoría en línea implica, en primer lugar un enfoque pedagógico que se cimienta en la relación entre personas, mediada por diferentes recursos tecnológicos que permiten la comunicación. Para lo cual existen una serie principios que marcan la relación, entendidos como "convicciones, formas de percibir y de actuar que marcan una manera de ser y de relacionarse con los demás" según Prieto Castillo (2012), quien los sistematiza en nueve.
Principio de:
- promoción y acompañamiento del aprendizaje
- contextualización
- comunicabilidad
- interlocución
- calidad comunicacional
- serio manejo de la información
- serenidad
- buen trato
- intercambios entre personas adultas

## Claves para las propuestas pedagógicas en línea
Al analizar las propuestas pedagógicas en línea, la actividad del tutor se constituye como un soporte clave en los procesos de construcción del aprendizaje. Este rol se ve reflejado con claridad en el modelo de tutoría de la EeL en el que se muestra la interrelación de los distintos pilares que favorecen al mismo, otorgándole un carácter activo y reflexivo.

## Interacción y Educación en Línea[23]
Cada vez son más los estudios que se enfocan en comprender la relación que se está dando entre docentes y alumnos en un entorno virtual de aprendizaje, siendo que al principio se daba una continua comparación entre la enseñanza en entornos educativos tradicionales con carácter presencial y los entornos en línea y virtuales; muchos de los cuales apoyaron la idea de que los entornos presenciales superan los resultados en comparación con los entornos virtuales (Carroll, 2004; Edmonds, 2006; Redding y Rotzien, 2001; O´Malley, 1999); sin embargo, es necesario destacar que tras la aparición de entornos educativos virtuales y su alta demanda en la sociedad, se ha generado la presencia de modelos de interacción que crean efectos en la relación y dinámica educativa.
A decir de Anderson y Kuskis (2007) existen seis tipos de interacción que han investigado en las formas de cómo se desarrolla la educación a distancia y que involucran rincipalmente la relación que se da entre herramientas, elementos pedagógicos y tecnológicos. Las interacciones que se citan son:
- Interacción entre alumno-tutor y alumno-institución

. Consiste principalmente en la relación que se genera a partir de la forma en la que se involucra el tutor docente, los alumnos y el contenido dentro de un ambiente de aprendizaje.
- Interacción entre alumno y alumno

Explica la forma en la que los alumnos, incluidos dentro de un ambiente de aprendizaje, generan relación académica y de estrategia a nivel individual y colaborativo. Implica el acompañamiento que entre miembros se dan y aumenta una mejor condición y motivación, intercambio de ideas y redes de comunicación.
- Interacción entre alumno y contenido

El modo en que se presenta el contenido mediante distintos medios es lo que provoca diferentes formas de relación y asimilación de los alumnos con las temáticas de la educación a distancia. Se estudian las formas que se suelen emplear (archivos de sonido, de texto, gráficos, video y realidad virtual) y el impacto que cada una de estas genera. El estudio de esta relación implica el análisis a nivel del uso de tecnologías didácticas y de la 
formas de estructuración cognitiva que se generan. Vale decir que esta es una de las formas de interacción que más se estudian y han generado impacto.
- Interacción entre tutor y contenido

De manera contraria esta es una de las formas menos estudiadas en el ámbito de la educación a distancia; tiene una relación directa con el estudio de los procesos de diseño instruccional y los desarrollos creados por los tutores, a fin de dosificar la información y asignar actividades.
- Interacción entre tutor y tutor

A decir de los autores, el uso de recursos de enseñanza en línea proporciona oportunidades infinitas de interacción entre docentes, que pueden incrementar y compartir sus habilidades pedagógicas y propiciar mayores alcances de intercambio de información en las formas de 
impartir docencia. Es una relación también poco explorada a nivel educativo, pero sí llena de información en cuanto a los recursos materiales e incluso comerciales que se brindan para su divulgación.
- Interacción entre contenido y contenido.

Es un estudio que comienza a revisarse y es de interés de científicos computacionales y creadores educativos. Está basado en la relación entre programas y sistemas “inteligentes” que pueden generar diferentes formas a las convencionales de programas para la educación 
y que sean de larga duración, sistemas semiautónomos, proactivos y adaptativos.

### Recursos para la comunicación en línea o a distancia[citarequerida]
- Mensajes instantáneos dentro de la plataforma LMS
- Chat
- Foros de debates
- Foros de dudas
- Entrega de archivos
- Avisos
- Videoconferencia
- Sesiones síncronas
- Pizarra digital

## Tipos de tutoría
Existen distintos tipos de tutorías según los distintos aspectos que se analicen de la misma.
A modo de agruparlas para su mejor estudio u observación, se mencionan a continuación.
| SEGÚN                        | TIPO                                                                |
| ---------------------------- | ------------------------------------------------------------------- |
| La finalidad                 | – Tutoría didáctica – Tutoría orientativa – Tutoría 'de emergencia' |
| Los destinatarios            | – Tutoría individual – Tutoría grupal                               |
| El método de llevarla a cabo | – Tutoría presencial – Tutoría a distancia – Tutoría en línea       |

La tutoría didáctica se diferencia de la orientativa en que la primera es formativa (por ejemplo, la tutoría de un curso, de una cátedra) y la segunda, de 'acompañamiento' por ofrecer orientaciones académicas y personales, específicas y personalizadas.
La 'tutoría de emergencia' es aquella que se circunscriba a una circunstancia particular como por ejemplo, preparar a los estudiantes para un examen.
Algunos de estos, son mencionados por Pablo Fernández como 'Enfoques tutoriales'.

## Casos de estudio
En su tesis de maestría, "Herramientas cognitivas en tutorías universitarias: su valor predictivo" Guiggiani (2011), aborda el estudio del modelo de tutoría que utiliza la Universidad Tecnológica Nacional (UTN) en la Facultad Regional General Pacheco (FRGP), Buenos Aires, Argentina.
Desde el año 2007, dicha unidad académica ha implementado un Programa Institucional de Tutoría (PIT) que desarrolla estrategias para estimular la capacidad de autorregulación de sus estudiantes desde la perspectiva de los enfoques socioculturales.
El programa "se basa en la aplicación de diferentes estrategias e instrumentos pensados para la formación de futuros profesionales responsables y comprometidos con su quehacer"[6]
La Dra. Laco, principal promotora de la iniciativa en la UTN FRGP, explicita con claridad la intención que persiguen las tutorías de la FRGP al señalar que son “El medio para el desarrollo de la autonomía de los estudiantes – postulantes o ya alumnos- contextualizado a partir de los recursos humanos, líneas de trabajo vigentes y las características del alumnado […] se trata de una nueva construcción del rol, porque si bien el término tiene larga historia debe responder hoy a otros requerimientos desde una perspectiva pedagógica y no remedial".[7] […] "Es frecuente encontrar que la urgencia por la integración de tutores en la Universidad tiene como objetivo evitar la deserción –objetivo nada desdeñable por las circunstancias psicológicas, sociales y económicas que lo caracterizan- pero el enfoque desde el cual se construye la propuesta está basado en que la tarea educativa, cualquiera sea el nivel en el que se desarrolle, no puede resignar su objetivo fundamental: la formación de profesionales”[7]
Por lo analizado en la documentación citada, las tutorías presentadas tienen encuentros y entrevistas(explícitamente) presenciales y otras en las que no se menciona modalidad (presencial/ en línea).
También resulta adecuado mencionar el caso presentado de la propuesta de educación en línea desarrollada por FLACSO, presentada por Gisela Schwartzman y Mónica Trech en el IV Seminario Internacional y II Encuentro Nacional de Educación a Distancia que tuvo lugar en Córdoba, Argentina, en el año 2006.
En su ponencia, las autoras explican que el tutor “asume un lugar clave ya que acompaña, facilita, atiende, resuelve, interviene … a través de estrategias de enfoque/ profundización/ rediccionamiento del diálogo, etc. “ (Schwartzman, Gisela y Trech, Mónica, 2006, p. 14)
Describen la formación y competencia de los tutores intervinientes en la propuesta, entre las cuales citamos:
- Formación y/o experiencia en TIC y educación

- Habilidades pedagógicas y de interacción humana

- Capacidad de trabajo en equipo

- Capacidad de diseñar actividades y proyectos pedagógicos

Entre las estrategias de facilitación y tutoría que desarrollan los tutores, Schwartman y Trech mencionan:
- la promoción de práctica intensiva a través de tareas significativas
- el fomento de colaboraciones y trabajos conjuntos entre alumnos
- proponer la posibilidad de disentir, de verificar la autenticidad de lo hallado, de manejar sus propias interpretaciones.

En la propuesta presentada, “los tutores se encargan de conducir actividades introductorias o de lanzamiento; dar claridad al alcance de las actividades / expectativas / retroalimentar respuestas; ayudar a los que tienen dificultades; reconocer la diversidad de historias e intereses de los participantes; infundir personalidad y calidez al ambiente de aprendizaje con el tono de sus intervenciones; mantener el ritmo; organizar mensajes o hilos de discusión, retroalimentar los trabajos entregados, dinamizar los foros y el trabajo en equipo”. (Schwartzman, Gisela y Trech, Mónica, 2006, p. 14)